# Можкандови водопади
Можкандовите водопади представляват поредица от водопади в близост до село Долни Пасарел, Район Панчарево, Община Столична, Област София-град, недалеч от Републиканския път II-82. Разположени са на около 850 m н.в. Намират се на 25 км югоизточно от центъра на град София и 7 км източно от село Долни Пасарел.

## География
Можкандовите водопади се намират в югозападния дял на Лозенска планина, покрай Панчаревския пролом. Живописната каскада е образувана по течението на безименен ручей, който се влива в реката Църни вир, която е десен приток на реката Искър. Височината на отделните водопади варира от 2 до 4 метра.

## Туризъм
До водопадите се стига по тясна горска пътечка, започваща от Долнопасарелския манастир „Св. св. Петър и Павел“, като дължината на маршрута е около 0,8 км и е предимно изкачване. Най-доброто време за посещаване на забележителността е периодът на пролетното пълноводие. През горещите месеци водопадите пресъхват.

## История
Каскадата се намира под върха Голяма Ревуля (1018 m н.в.), върху който са разположени останките от средновековната крепост Ревулско кале.

## Галерия
- Информационна табела на Можкандовите водопади
- Маркировъчна табела близо до Долнопасарелския манастир
- Маркировъчна табела
- Маркировъчна табела преди водопадите